# آدریانا ونگاس
آدریانا ونگاس (انگلیسی: Adriana Venegas؛ زادهٔ ۱۲ ژوئن ۱۹۸۹) بازیکن فوتبال اهل کاستاریکا است.

وی همچنین در تیم ملی فوتبال زنان کاستاریکا بازی کرده‌است.